# Giovani Bernard
Pour les articles homonymes, voir Bernard.
(en) Statistiques sur pro-football-reference
Giovani Bernard, né le 22 novembre 1991 à Davie (Floride) dans l'État de Floride, est un joueur américain de football américain évoluant au poste de running back en National Football League (NFL) pendant dix saisons. 
Après une carrière universitaire au sein des Tar Heels de la Caroline du Nord, l'équipe de l'Université de Caroline du Nord à Chapel Hill, il est recruté au 2e tour de la draft 2013 de la NFL par les Bengals de Cincinnati, en 37e position au total. Il passe ses huit premiers saisons avec les Bengals avant d'être libéré après la saison 2020. Par la suite, il joue pour les Buccaneers de Tampa Bay pendant deux saisons avant de prendre sa retraite.

## Biographie

### Jeunesse
Issu d'une famille d'origine haïtienne émigrée en Floride, il naît à Davie, dans la banlieue de West Palm Beach. Son père possède une teinturerie à Boca Raton. Son frère aîné, Yvenson Bernard, est un running back de football canadien qui a joué pour les Beavers d'Oregon State, mais a échoué à s'imposer en NFL malgré des essais aux Rams de Saint Louis et aux Seahawks de Seattle.
Après avoir débuté le football américain dans la ligue locale de tackle football avec les Jets de Boca, il intègre le lycée Saint Thomas d'Aquin, un lycée privé catholique de Fort Lauderdale qui a produit de nombreux sportifs de talents tels la joueuse de tennis Chris Evert ou le receveur Michael Irvin. Il y joue au sein de l'équipe locale des Raiders qui remportent le championnat d'état en 2008 et 2010 et y côtoie Lamarcus Joyner, futur joueur de la NFL.
Il est classé 2e meilleur running back lycéen de Floride par le journal Orlando Sentinel et 12e par le site Rivals.com.

### Carrière universitaire
Il intègre l'Université de Caroline du Nord à Chapel Hill en 2010 et l'équipe des Tar Heels, mais se blesse le 3e jour d'entraînement. Sa rupture des ligaments croisés antérieurs ne lui permet pas de jouer durant cette première saison.
Il commence véritablement sa carrière universitaire lors de la saison 2011 après avoir récupéré de sa blessure. Il réalise une excellente saison avec 1 220 yards à la course (20e meilleur), 326 yards à la passe et 14 touchdowns en 10 matchs. Ses statistiques lui permettent d'établir de nouveaux records au sein de son équipe et d'apparaître sur la liste pour le Maxwell Award. Il devient ainsi le meilleur running back universitaire en yards par course en moyenne cette saison-là.
Sa deuxième saison est encore meilleure et il améliore ses statistiques en moyenne. Il retourne également 5 coups de pied pour touchdowns, dont un dans les 30 dernières secondes du derby contre NC State qui est décisif pour la victoire.
Il est nommé lors de ses 2 saisons dans l'équipe-type de la conférence ACC (Atlantic Coast Conference) et dans la 3e équipe All-American (équipe-type de l'ensemble de la NCAA). Il remporte également cette saison là le trophée CFPA de retourneur de punt.

### Carrière professionnelle
Il est recruté au premier tour de la draft 2013 par les Bengals de Cincinnati à la 37e position au total et réalise des débuts prometteurs pour la saison 2013, aux côtés de BenJarvus Green-Ellis, prenant beaucoup de temps de jeu et impressionnant par ses courses. Ses touchdowns et son explosivité en font un des meilleurs joueurs débutant et contribuent aux succès des Bengals. Il inscrit notamment 2 touchdowns contre les Steelers de Pittsburgh pour une victoire (ce qui lui a valu d'être le trophée de débutant de la semaine d'après Pepsi) et 2 autres pour une défaite contre les Dolphins de Miami. Ce dernier touchdown à la course a été considéré comme l'une des meilleures courses de la saison par de nombreux commentateurs.
Le 8 juin 2016, Bernard signe une prolongation de contrat de trois ans d'un montant de 15,5 millions de dollars. Le 20 novembre 2016, lors d'une match contre les Bills de Buffalo, Bernard subit une blessure au ligament croisé antérieur et manque le reste de la saison.
Le 3 septembre 2019, il signe un nouveau contrat de deux ans d'un montant de 10,3 millions de dollars.
Le 7 avril 2021, il est libéré par les Bengals.
Il est engagé par les Buccaneers de Tampa Bay le 14 avril 2021. Il est placé sur la liste des blessés le 14 décembre 2021 avec une blessure blessure à la hanche. Durant les séries éliminatoires, il est activé pour le match contre les Eagles de Philadelphie de le tour du wild card le 15 janvier 2022.
Il signe à nouveau avec les Buccaneers le 8 avril 2022. Le 21 septembre 2022, il est placé sur la liste des blessés avec une blessure à la cheville. Il est activé le 26 novembre 2022.
Il annonce sa retraite le 28 avril 2023.

## Statistiques
| Année  | Équipe                  | MJ     |     | Courses | Courses | Courses | Courses |       | Passes réceptionnées | Passes réceptionnées | Passes réceptionnées | Passes réceptionnées |  | Fumbles | Fumbles |
| Année  | Équipe                  | MJ     | Nb. | Yards   | Moy.    | TD      | Nb.     | Yards | Moy.                 | TD                   | Nb.                  | Perdus               |  |         |         |
| 2013   | Bengals de Cincinnati   | 16     | 170 | 695     | 4,1     | 5       | 56      | 514   | 9,2                  | 3                    | 1                    | 1                    |  |         |         |
| 2014   | Bengals de Cincinnati   | 13     | 168 | 680     | 4,0     | 5       | 43      | 349   | 8,1                  | 2                    | 0                    | 0                    |  |         |         |
| 2015   | Bengals de Cincinnati   | 16     | 154 | 730     | 4,7     | 2       | 49      | 472   | 9,6                  | 0                    | 2                    | 0                    |  |         |         |
| 2016   | Bengals de Cincinnati   | 10     | 91  | 337     | 3,7     | 2       | 39      | 336   | 8,6                  | 1                    | 1                    | 1                    |  |         |         |
| 2017   | Bengals de Cincinnati   | 16     | 105 | 458     | 4,4     | 2       | 43      | 389   | 9                    | 2                    | 0                    | 0                    |  |         |         |
| 2018   | Bengals de Cincinnati   | 12     | 56  | 211     | 3,8     | 3       | 35      | 218   | 6,2                  | 0                    | 0                    | 0                    |  |         |         |
| 2019   | Bengals de Cincinnati   | 16     | 53  | 170     | 3,2     | 0       | 30      | 234   | 7,8                  | 0                    | 1                    | 1                    |  |         |         |
| 2020   | Bengals de Cincinnati   | 15     | 121 | 409     | 3,4     | 3       | 47      | 355   | 7,6                  | 3                    | 1                    | 1                    |  |         |         |
| 2021   | Buccaneers de Tampa Bay | 12     | 8   | 58      | 7,3     | 0       | 23      | 123   | 5,3                  | 3                    | 1                    | 0                    |  |         |         |
| 2022   | Buccaneers de Tampa Bay | 8      | 8   | 28      | 3,5     | 0       | 2       | -1    | -0,5                 | 0                    | 1                    | 0                    |  |         |         |
| Totaux | Totaux                  | Totaux | 937 | 3 783   | 4,0     | 22      | 367     | 2 989 | 8,1                  | 14                   | 9                    | 4                    |  |         |         |